# Academia Caboverdiana de Letras
Academia Caboverdiana de Letras (ACL) é uma associação privada sem fins lucrativos, de carácter cultural e científico sediada em Praia (Cabo Verde). É também uma instituição literária que possui como finalidade a divulgação da literatura, cultura e línguas de Cabo Verde.

## História
A Academia Caboverdiana de Letras foi fundada em 25 de setembro de 2013 com a sua constituição realizada na Biblioteca Nacional, situada na Cidade da Praia, a qual contou com a presença do Presidente da República de Cabo Verde, Jorge Carlos Fonseca que pronunciou discurso de inauguração desta entidade cultural.
O primeiro presidente eleito da ACL foi Corsino Fortes, poeta e diplomata caboverdiano, enquanto a primeira vice-presidente eleita da ACL foi Vera Duarte Pina, juíza desembargadora caboverdiana licenciada em Direito pela Universidade de Lisboa, a qual também veio ser posteriormente eleita presidente desta ACL. O atual presidente é o escritor Daniel Medina.
Em junho de 2020, esta Academia celebrou acordo de cooperação com a Academia Angolana de Letras, a Academia Brasileira de Letras, a Academia São-Tomense de Letras e a Academia de Ciências de Moçambique.

## Composição
A Academia Caboverdiana de Letras possui 40 membros (ou imortais), sendo que ela possui entre seus imortais, além de Corsino Fortes e de Vera Duarte, o poeta e jurista David Hopffer Almada, o poeta, jornalista e professor Daniel do Rosário Medina, o linguista Manuel Veiga, o poeta e cantor Káká Barbosa, o poeta José Luiz Tavares, o poeta Jorge Miranda Alfama, o cantautor e poeta Mário Lúcio Sousa e a escritora Dina Salústio.